# Middenklasse (auto)
De middenklasse is een autoklasse. De Europese Commissie en autoverhuurbedrijven omschrijven deze klasse meestal als D-segment. In de VS geeft men er namen als Intermediate of Standard aan. De middenklasse volgt op de compacte middenklasse en een klasse hoger wordt hogere middenklasse genoemd. Een auto uit de middenklasse wordt doorgaans middenklasser genoemd.

## Automodellen uit de middenklasse
- Alfa Romeo Giulia
- Audi A4
- Audi A5
- BMW 3-serie
- BMW 4-serie
- Ford Mondeo
- Honda Accord
- Hyundai i40
- Hyundai Sonata (VS)
- Kia Optima
- Jaguar XE
- Lexus IS
- Mazda 6
- Mercedes-Benz C-Klasse
- Opel Insignia
- Peugeot 508
- Renault Talisman
- Škoda Superb
- Subaru Legacy
- Tesla Model 3
- Toyota Avensis
- Toyota Mirai
- Toyota Prius
- Volkswagen Arteon
- Volkswagen Passat
- Volvo S60
- Volvo V60

### Uit productie
- Alfa Romeo 155
- Alfa Romeo 156
- Audi 80/90
- BMW 02-reeks
- Cadillac BLS
- Chevrolet Evanda
- Chrysler Sebring
- Citroën BX
- Citroën C5
- Citroën Xantia
- Fiat 132
- Fiat Croma
- Ford Sierra
- Honda Prelude
- Jaguar X-Type
- Kia Magentis
- Lancia kappa
- Mazda 626
- Mercedes-Benz 190
- Nissan Primera
- Opel Ascona
- Opel Vectra
- Peugeot 403
- Peugeot 404
- Peugeot 405
- Peugeot 406
- Peugeot 407
- Peugeot 504
- Peugeot 505
- Renault 12
- Renault 18
- Renault 21
- Renault Laguna
- Rover 600
- Rover 75
- Saab 9-3
- Saab 900
- Seat Exeo
- Toyota Carina
- Triumph 2000
- Volkswagen K70
- Volvo 100-serie
- Volvo 850

Miniklasse · Economyklasse · Compacte middenklasse · Middenklasse · Hogere middenklasse · Topklasse · Gran Turismo · Sportwagen · Limousine · Multi-purpose vehicle · Sports utility vehicle · Terreinauto · Bestelwagen